# メアリー・チェイニー
メアリー・クレア・チェイニー（Mary Claire Cheney、1969年3月14日 - ）は、元アメリカ合衆国副大統領ディック・チェイニーと、その妻（元アメリカ合衆国のセカンドレディ）リン・チェイニーの次女。

## 来歴
メアリーは、1987年にバージニア州マクリーンのマクリーン高校を卒業し、1991年に母の母校であるコロラド州コロラドスプリングスのコロラドカレッジを卒業した。1993年には、その年に創立されたコロラド・ロッキーズの最初の従業員の一人として働いた後、クアーズ社の広報マネージャーを務めた。

## レズビアンとして
2000年アメリカ合衆国大統領選挙では当初、姉のリズの場合と違い、メアリーの私生活については作為的に語られなかった。しかし、メアリーの性的指向は既に公然と知られており、それが当時のジョージ・W・ブッシュが掲げていた「思いやりのある保守主義（compassionate conservatism）」に良い影響を与えると考える共和党員もいた。そして、リンはコーキー・ロバートのインタビューに対し、メアリーがレズビアンであることを認めた。
2002年には、父が同性愛に寛容的なRUC（Republican Unity Coalition）に参加し「（同性愛の問題は）共和党の問題ではない」「全てのアメリカのゲイとレズビアンは平等である」と発言した。メアリー自身は、その後RUCを脱退している。
2004年にブッシュが同性婚を認めない修正案を支持した際、再びメアリーの性的指向への注目が高まったが、同年の大統領選挙でブッシュが再選するためにメアリーは公的な見解を示さなかった。そして、その2年後に自叙伝 『Now It's My Turn』 の中で修正案には反対であったという見解を述べた。
その後、2007年と2009年に女性のパートナー、ヘザー・ポーとの間にもうけた子どもを出産した。
2012年6月22日、ワシントンD.C.で同性結婚した。